# Glasgow Meningococcal Septicemia Prognostic Score
Glasgow Meningococcal Septicemia Prognostic Score (GMSPS) – skala medyczna umożliwiająca ocenę stanu klinicznego, ale też rokowania, chorych na inwazyjną chorobę meningokokową. Ocena stanu i monitorowanie chorego według tej skali powinno się już odbywać przed przyjęciem do Oddziału Intensywnej Opieki Medycznej. 
Wskaźnikiem złego rokowania jest suma 8 lub więcej punktów tej skali.
| Parametr kliniczny                                                                 | Punktacja |
| ---------------------------------------------------------------------------------- | --------- |
| Ciśnienie skurczowe krwi poniżej 75 mm Hg (wiek <4 lat)                            | 3         |
| Ciśnienie skurczowe krwi poniżej 80 mmHg (wiek >4 lat)                             | 3         |
| Różnica między temperaturą mierzoną pod pachą a temperaturą w odbycie >3 °C        | 3         |
| Nasilenie śpiączki według skali Glasgow o >3 pkt w czasie 1 godziny                | 3         |
| Pogorszenie stanu w czasie ostatniej godziny według opinii rodziców                | 2         |
| Ujemne objawy oponowe                                                              | 2         |
| Pogorszenie się zakresu zmian wybroczynowo-zatorowych na skórze lub zmiany masywne | 1         |
| Niedobór zasad > 8                                                                 | 1         |